# Игрень
Игрень, или Новая Игрень — район в северо-восточной части города Днепра. Находится на левом берегу реки Самара в 15 км от центра города. Иногда также называется Новой Игренью в отличие от Старой Игрени, которая находится на полуострове Игрень.
Название Игрень по преданию происходит от татарского Огрень — «проклятое место» или «потаённое место».
Юго-восточная часть Новой Игрени носит название Ксеньевка от расположенного там полустанка Ксеньевка. Название происходит от имени дочери заместителя начальника Екатерининской железной дороги Петра Михайловича Крендовского (1882 - 1929) Ксении (1915 - 2008), жившей на улице Гвая. Это район улиц   Олексы Тихого (до 2024 года - Гвая), Мачтовой, Детства, Рощинской, Сержанта Литвищенка. Восточная граница Ксеньевки улица Рощинская, западная - Самара.
До присоединения к Днепропетровску являлась отдельным городом. Новая Игрень была основана около железнодорожной станции Игрень в конце XIX века. На 1 января 1925 г. село Игрень насчитывало 976 жителей. Статус города получен в 1959 году, Игрень включила в себя поселки Рыбальск, Ксеньевка, Одинковка и современный ж/м Игрень (Новая Игрень). (22 тысячи жителей в 1970 году). В 1977 г. город Игрень вошёл в состав Днепропетровска, став частью Самарского района города.
В Игрени находятся хлебный завод (ныне не работает) и гранитный карьер, а также психиатрическая больница. Население работает в основном в Днепре, с которым связано пригородными электропоездами и автобусным сообщением.

## Днепропетровская областная межпрофильная клиническая больница психиатрической помощи
- Основана в 1897 году как колония для душевнобольных на землях помещика Закревского. С середины 1920-х - полноценная психиатрическая больница.
- В годы немецко-фашистской оккупации на территории больницы существовал филиал части Бухенвальда Дора-Миттельбау известный как "Днепропетровская Яма". Концлагерь состоял из психиатрической больницы; политического лагеря, где содержались партизаны, коммунисты, евреи, члены подпольных патриотических организаций, оуновцы и представители гражданского населения; лагеря для советских военнопленных (шталаг) условия содержания в котором были чуть легче чем в остальных двух частях.
- Осенью 1941 в рамках программы Т-4 нацистами были уничтожены 1300 пациентов местной психиатрической больницы, а также сопротивляющиеся такому развитию событий врачи[4]. 16 февраля 2018 вандалами была отпилена часть памятника погибшим, впоследствии предположительно сданная на металлолом[5].
- Ныне ДОМКБПП  - самый большой в СНГ психоневрологический стационар, где лечат не только психические расстройства, но и алкоголизм, наркоманию, неврозы, а также нарушения слуха у детей.
- Территория больницы 50 гектаров, где расположены 42 отделения различной направленности. Также на территории больницы находится Церковь Ксении Римлянки[6].

## Школы
Школа 87, школа 110, школа 122, школа 127.